# NF-κB

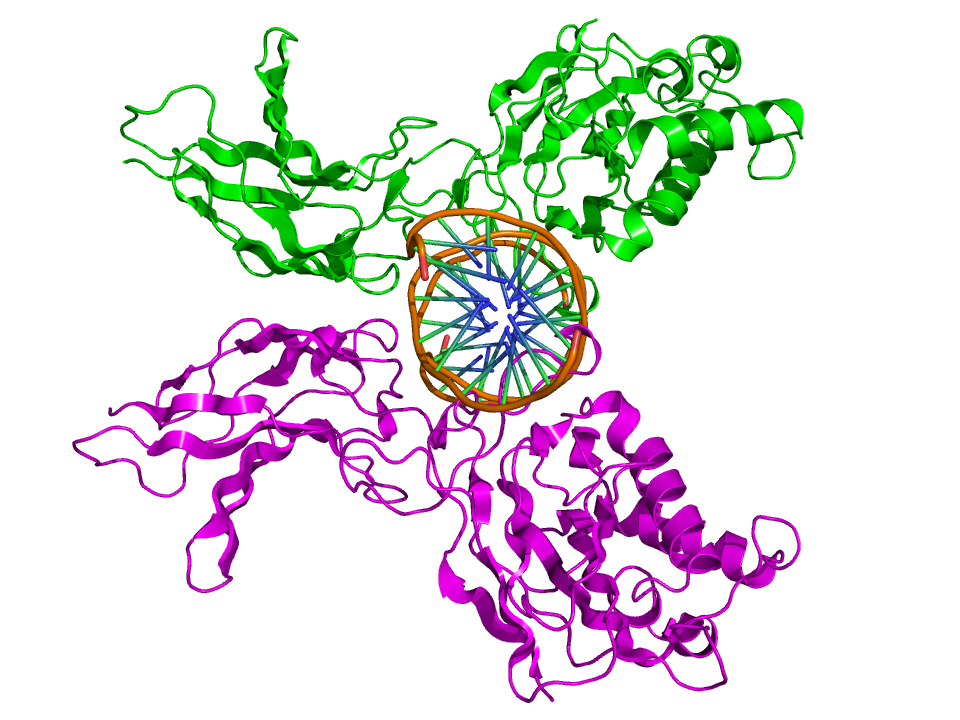
Vazba NF-κB1 na DNA (pohled shora)

Signalizační kaskáda NF-κB heterodimeru

NF-κB (resp. NFκB, čteno „nukleární faktor kappa B“) je skupina transkripčních faktorů, které se vážou na promotory RNA polymerázy II a ovlivňují tak expresi genů důležitých pro imunitu, zánětlivou odpověď, buněčný růst a buněčnou smrt, embryonální vývoj a další významné procesy. Aktivace NF-κB je přísně regulována a dochází k ní především pomocí receptorů pro cytokiny TNF-α či IL-1. Po navázání zmíněných cytokinů se spouští signalizační cesta, která způsobí rozklad inhibitoru I-κB. To umožní transkripčním faktorům NF-κB vstoupit do jádra a regulovat přepis určitých genů.
NF-κB je heterodimer proteinů p50 a p65 (též RelA). Tyto proteiny mají velmi podobnou stavbu jako protein dorsal známý od octomilek. Název je odvozen od skutečnosti, že ovlivňuje mimo jiné expresi κ-řetězce imunoglobulinů. U obratlovců se tedy NF-κB účastní produkce protilátek, u octomilek navozuje protein dorsal vylučování antimikrobiálních peptidů – zdá se tedy, že signalizační dráha NF-κB v podstatě nezměnila za půl miliardy let své existence svou primární funkci.
Při poškození dráhy NF-κB hrozí rakovina, artritida, astma či různá srdeční onemocnění.

## Objev
Sen, Baltimore et al. Objevili NF-κB díky jeho interakce s Ig v B buňkách. Proto  jeho jméno „nuclear factor kappa-light-chain-enhancer of activated B cells“.

## Struktura
NF-κB funguje v formě homodimer nebo heterodimer. Dimer NF-κB tvoří dvě podjednotky. p50 (NF-κB1), p52 (NF-κB2), p65 (RelA), RelB et c-Rel jsou podjednotky, které tvoří homo nebo heterodimer NF-κB.

## Signalizační draha
V nepřítomnosti stimuly je NF-κB inaktivován a zadržován v cytoplazmě díky jejich interakci s molekulami z rodiny IκB. Tato rodina proteinů zahrnuje: IκBα, IκBβ, IκBε, a prekurzory p105 a p100, které hrají dvě role. Podněty jako cytokiny včetně TNFα, interleukin-1, bakteriální či virové proteiny a různé stresové signály fosforylují kinázovým komplexem molekuly IκB. Po fosforylaci, IκB se skládá ze tří jednotek: IKKα a IKKβ (katalytických podjednotek s aktivitou serin/threoninové kinázy) a jedna regulační podjednotka NEMO (IKKγ). Tyto kroky fosforylace indukují ubikvitinylaci IκB a následně jejich degradaci v proteasomu 26S. V důsledku toho jsou uvolněny dimery NF-κB, které postupují do jádra, kde se vážou na promotory svých cílových genů.

## Funkce
NF-κB je aktivován cca 150 podněty a ovlivňuje transkripci vice než 150 genů (Pahl 1999). Jeden z nejdůležitějších transkripčích faktorů, NF-κB hraje důležité role v přirozené a adaptivní imunitní odpovědi. Jeho aktivace v imunitních buňkách indukuje produkci TNFα, interleukiny atd.